# Gárdonyi Társaság
A Gárdonyi Társaság Heves megye irodalmi életét szervező egri társaság volt 1923 és 1945, majd 1972 és 1985 között.
Az Egerben élő Gárdonyi Géza 1922. október 30-ai halála után, Tordai Ányos egri ciszterci tanár kezdeményezésére indult meg egy az író emlékét ápoló társaság szervezése. A végül 1923-ban megalakult irodalmi egyesület a Heves vármegyei születésű vagy lakhelyű, illetve a megye irodalmi életébe aktívan bekapcsolódó irodalombarátokat tömörítette. Elnöke Werner Adolf zirci apát, alelnökei Breznay Imre és Molnár Kálmán, főtitkára pedig Tordai Ányos lett. Az egri Gárdonyi-kultusz ápolása mellett a társaság fő célja az irodalom népszerűsítése volt a vármegye településeire szervezett felolvasóesteken keresztül. A Gárdonyi Társaság 1945-ben szüntette be tevékenységét.
Az „egri remete”, Gárdonyi Géza halálának ötvenedik évfordulójára emléküléssel és ünnepségekkel készülő egri városvezetés ösztönzésére 1972-ben Gárdonyi Géza Társaság néven újraalakították az egyesületet. A Gárdonyi-jubileum lebonyolításán túlmenően a Heves megyei írókat, művészeket és tudósokat tömörítő társaság célja a megyei közművelődés felemelése volt. Rendszeres ismeretterjesztő előadásokat tartottak, szerzői esteket és prózamondó versenyeket szerveztek. Elindították a Gárdonyi Géza Társaság Kiskönyvtára című sorozatot, ennek azonban csak három kötete jelent meg: a Gárdonyi-emlékülés előadásai, Tinódi Lantos Sebestyén egri históriás énekei és egy Heves megyei népballada-gyűjtemény. Az 1980-as évekre az egyesület által szervezett események száma megritkult, s 1985-ben a Gárdonyi Géza Társaság hivatalosan is megszűnt.